# Cihanyawar
Cihanyawar is een bestuurslaag in het regentschap Sukabumi van de provincie West-Java, Indonesië. Cihanyawar telt 5153 inwoners (volkstelling 2010).